# Anneke von der Lippe
Anneke von der Lippe (Oslo, 1964. július 22. –) norvég színésznő.

## Pályafutása
1988-ban végzett a Norvég Nemzeti Színiakadémián. Azóta a Det Norske Teatretben (Norvég Színház) és a Nationaltheatretben (Nemzeti Színház) is játszott.
A nemzetközi ismertséget Nils Malmros Barbara című filmje hozta meg neki, amelyben a főszereplőt, a feröeri Beinta Kristina Brobergről mintázott Barbarát alakítja.

## Filmográfia
- Krigerens hjerte (1992)
- Flaggermusvinger (1992)
- Over stork og stein (1994)
- Pan (1995)
- Bare skyer beveger stjernene (1998)
- Misery Harbour (1999)
- Barbara (1997)
- Misery Harbour (1999)
- Lime (2001)
- Ved kongens bord (TV) (2005)
- Trigger (2006)